# 침보라소주

침보라소 주의 위치

침보라소주(스페인어: Provincia de Chimborazo)는 에콰도르 중부에 위치한 주로 주도는 리오밤바이며 면적은 6,499.72km2, 인구는 458,581명(2010년 기준), 인구 밀도는 71명/km2이다. 1826년 6월 25일에 신설되었으며 10개 지방 자치체를 관할한다. 주 이름은 에콰도르에서 가장 높은 산인 침보라소 산에서 유래된 이름이다. 북쪽으로는 퉁구라우아 주, 동쪽으로는 모로나산티아고 주, 남쪽으로는 카냐르 주, 동쪽으로는 과야스 주, 볼리바르 주와 접한다.

## 같이 보기
- 에콰도르의 주
- 상가이 국립공원